# Liste der Kulturdenkmäler in Dirmstein

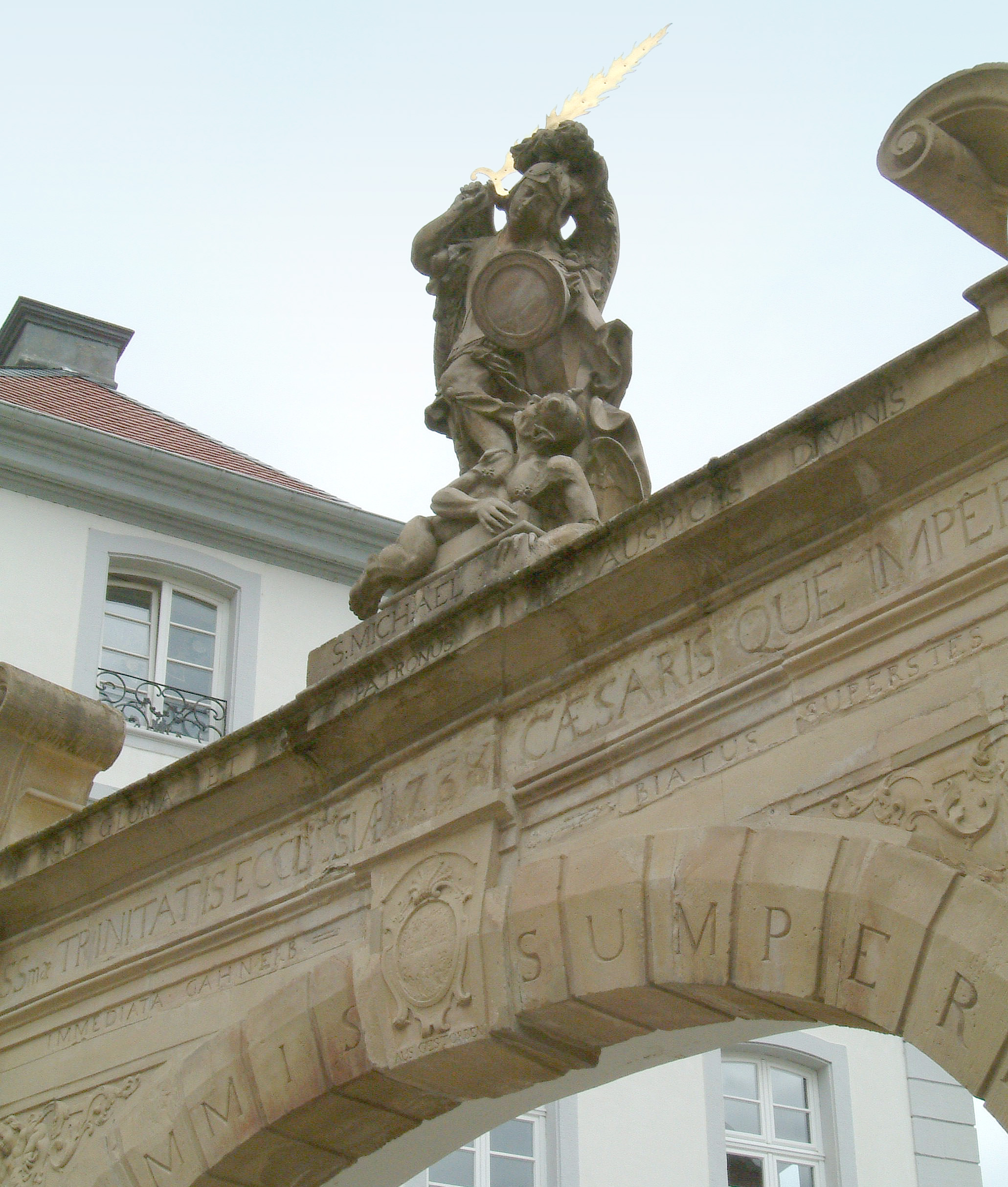
Eines der Wahrzeichen Dirmsteins: das spätbarocke Michelstor neben dem Sturmfederschen Schloss

Die rheinland-pfälzische Ortsgemeinde Dirmstein besitzt 59 Kulturdenkmäler. Die meisten davon sind Gebäude oder Gebäudeteile, zwei sind als Denkmalzonen ausgewiesen. Diese beiden Zonen und 49 der geschützten Einzelobjekte liegen im historischen und gut restaurierten Ortskern des Oberdorfes, fünf weitere Objekte befinden sich im Niederdorf und fünf außerhalb der beiden ursprünglichen Siedlungskerne bzw. der Wohnbebauung.

## Geschichte
Weil 1689 während des Pfälzischen Erbfolgekriegs das gesamte Dorf durch französische Truppen niedergebrannt wurde und nur einige wenige Gebäude überdauerten, stammen fast alle Dirmsteiner Kulturdenkmäler aus der Zeit nach 1700. Um ihre Erhaltung und Restaurierung verdient gemacht hat sich der örtliche Heimatforscher Arthur Maurer (* 1929), der 2009 wegen seines kulturellen Engagements mit der Verdienstmedaille des Landes Rheinland-Pfalz ausgezeichnet wurde. Der 1996 auf Maurers Initiative gegründete Kulturverein St. Michael Dirmstein hat in seiner Satzung die Bewahrung historischer Bauten als eines seiner Hauptziele festgeschrieben.

## Tabelle mit Erläuterungen
Die Kulturdenkmäler der Gemeinde sind in der folgenden Tabelle nach der Spalte Lage (Straßen und Hausnummern) sortiert. Die Spalte Beschreibung zitiert das behördliche Nachrichtliche Verzeichnis der Kulturdenkmäler für den Kreis Bad Dürkheim mit dem Stand 2023.

### Denkmalzonen
| Bezeichnung                              | Lage | Baujahr                | Beschreibung | Bild                           |
| ---------------------------------------- | --- | ---------------------- | --- | ------------------------------ |
| Denkmalzone Oberdorf                     | Oberdorf, Affenstein, Bleichstraße, Caspar-Lerch-Straße, Flomersheimer Eck, Handgasse, Herrengasse, Kirchgasse, Laumersheimer Straße, Marktstraße, Metzgergasse, Mitteltor, Obertor, Salzgasse sowie Koeth-Wanscheidsches Schloss, Quadtsches Schloss und Sturmfederscher Kellergarten Lage |                        | geschlossenes Ortsbild mit spätbarocker Bebauung, einschließlich Simultankirche, ehemaliger Spitalskapelle, dreier herrschaftlicher Wohnbauten und zweier Gärten; Wohnbauten zum Teil mit Sichtfachwerk                                                                           | Fotos hochladen                |
| Denkmalzone Sturmfederscher Kellergarten | Oberdorf, Affenstein 21, Bleichstraße 2 Lage | spätes 18. Jahrhundert | von Bruchsteinmauer umfasster Englischer Garten mit klassizistischer Toranlage, Teich, Brücken, Wohnhaus, Gartensaal und ehemaligem Badehaus, spätes 18. Jahrhundert; Entwurf angeblich von Friedrich Ludwig von Sckell, Modifikationen in der ersten Hälfte des 19. Jahrhunderts | weitere Bilder Fotos hochladen |

### Einzeldenkmäler
| Bezeichnung                         | Lage | Baujahr                                | Beschreibung | Bild                           |
| ----------------------------------- | --- | -------------------------------------- | --- | ------------------------------ |
| Hochheimer Hof                      | Oberdorf, Affenstein 1 Lage                                                                                       | 18. Jahrhundert                        | spätbarocker Walmdachbau, teilweise Fachwerk, 18. Jahrhundert | Fotos hochladen                |
| Hospitalkapelle St. Maria Magdalena | Oberdorf, Affenstein 2 Lage                                                                                       | 13. oder 14. Jahrhundert               | im Kern mittelalterlicher Saalbau; Hofmauer mit spätromanischem Tor mit Renaissance-Archivolten, bezeichnet 1602; platzbildprägend | weitere Bilder Fotos hochladen |
| Katholisches Schulhaus              | Oberdorf, Affenstein 9 Lage                                                                                       | 1820                                   | ehemaliges katholisches Schulhaus; eingeschossiger Krüppelwalmdachbau, 1820 | weitere Bilder Fotos hochladen |
| Hofanlage                           | Oberdorf, Affenstein 10 Lage                                                                                      | 18. Jahrhundert                        | Hakenhof, 18. Jahrhundert; spätbarocker Krüppelwalmdachbau, teilweise Fachwerk, erste Hälfte des 18. Jahrhunderts, Umbau Anfang des 19. Jahrhunderts; Hoftor bezeichnet 1750 (?) | Fotos hochladen                |
| Hoftor                              | Oberdorf, Affenstein, an Nr. 12 Lage                                                                              | um 1600                                | Hoftor, um 1600, bezeichnet 1754 (Umbau?) | Fotos hochladen                |
| Neuer Friedhof                      | Außerhalb der beiden Siedlungskerne, Friedhofstraße Lage                                                          | 1857                                   | der von einer Bruchsteinmauer eingefasste Teil des 1857 angelegten Friedhofes mit Mittelallee, Grabkapelle der Familie Camuzi von 1857, seit 2001/02 als Friedhofskapelle genutzt, und zahlreichen Grabmälern des 19. Jahrhunderts | weitere Bilder Fotos hochladen |
| Alter Friedhof                      | Niederdorf, Gerolsheimer Straße Lage                                                                              | wohl aus dem 11. Jahrhundert           | ehemaliger Kirchhof der abgebrochenen Unteren Kirche (St. Peter), bis ins Mittelalter zurückreichend; bis Mitte des 19. Jahrhunderts als Friedhof genutzt; Rest der Ummauerung erhalten, mehrere Grabmäler des 18. und 19. Jahrhunderts | weitere Bilder Fotos hochladen |
| Niedermühle                         | Niederdorf, Gerolsheimer Straße 13 Lage                                                                           | 19. Jahrhundert                        | weiträumiges Mühlenanwesen, 19. Jahrhundert; zweieinhalbgeschossiger spätklassizistischer Walmdachbau von 1857, Wirtschaftsbauten von 1882/83 | Fotos hochladen                |
| Johann Adam Schopens Hof            | Niederdorf, Hauptstraße 33 Lage                                                                                   | 18. und 19. Jahrhundert                | großer Dreiseithof, 18. und 19. Jahrhundert; Krüppelwalmdachbau; in der Scheune Spolien, überwiegend barock | weitere Bilder Fotos hochladen |
| Bischöfliches Schloss               | Niederdorf, Hauptstraße 40/42 Lage                                                                                | vor 1528                               | Schloss der Bischöfe von Worms; Keller und Treppenturmfragment des Nordflügels, vor 1528, daran anschließend Wohnhaus um 1922; ehemaliges Amtshaus mit Resten von Fassadenmalerei, im Kern um 1600, im 18. Jahrhundert barock überformt; Wirtschaftsbau des 18. Jahrhunderts mit älteren Teilen einschließlich des Diebsturms, bezeichnet 1598; zugehörig halbhohe Bruchsteinmauern | weitere Bilder Fotos hochladen |
| Hofanlage                           | Oberdorf, Herrengasse 1 Lage                                                                                      | frühes 19. Jahrhundert                 | Dreiseithof, frühes 19. Jahrhundert; Krüppelwalmdachbau, Toranlage bezeichnet 1800 | Fotos hochladen                |
| Hoftor                              | Oberdorf, Herrengasse, an Nr. 8 Lage                                                                              | 18. Jahrhundert                        | spätbarockes Hoftor, 18. Jahrhundert | Fotos hochladen                |
| Schmiede                            | Oberdorf, Herrengasse 14 Lage                                                                                     | erstes Viertel des 18. Jahrhunderts    | eineinhalbgeschossiger Torhausbau mit aufwändiger Fassade, erstes Viertel des 18. Jahrhunderts | Fotos hochladen                |
| Hofanlage                           | Oberdorf, Herrengasse 24 Lage                                                                                     | 1711                                   | Hakenhof, 18. Jahrhunderts; spätbarocker Krüppelwalmdachbau, teilweise mit Zierfachwerk, bezeichnet 1711 | Fotos hochladen                |
| Bauteile einer Hofanlage            | Oberdorf, Herrengasse, in Nr. 26 Lage                                                                             | ab 1595                                | Treppenturm, um 1600; im Inneren: Portal, bezeichnet 1595; Kellerzugang der ehemaligen Scheune, bezeichnet 1617; weiterer Kellerzugang, bezeichnet 1791 | BW                             |
| Hofanlage                           | Oberdorf, Herrengasse 28 Lage                                                                                     | Mitte des 18. Jahrhunderts             | Hofanlage; Torhausbau, teilweise massiv, Mitte des 18. Jahrhunderts; straßenbildprägend | Fotos hochladen                |
| Koeth-Wanscheidsches Schloss        | Oberdorf, Herrengasse 45 Lage                                                                                     | 1715–18                                | ausgedehnte Anlage eines barocken, im 19. Jahrhundert ausgebauten Adelshofs mit Landschaftsgarten; spätbarockes Herrschaftshaus, 1715–18, über Keller des frühen 17. Jahrhunderts, Umbau der Rückfassade und seitliche Anbauten im frühen 19. Jahrhundert, Wintergarten aus der zweiten Hälfte des 19. Jahrhunderts; klassizistische Wirtschaftsbauten, vor 1841 Schlosspark: von Bruchsteinmauer mit Gittertoren eingefasster Englischer Garten, nach 1841 durch Gartendirektor Johann Christian Metzger, Heidelberg, überplant, mit Teich, Grotte (um 1837), Gloriette, Sonnenuhr und Bildstock (bezeichnet 1708); wohl mit Teilen eines von Friedrich Ludwig von Sckell geplanten Kernbereichs (spätes 18. oder frühes 19. Jahrhundert) | weitere Bilder Fotos hochladen |
| Hofanlage                           | Oberdorf, Herrengasse 49 Lage                                                                                     | um 1600                                | Dreiseithof; Krüppelwalmdachbau, teilweise mit Fachwerk, im Kern um 1600, Überformungen im 18. und 19. Jahrhundert; Spolie in der Scheune, bezeichnet 1587 | Fotos hochladen                |
| Backhaus                            | Oberdorf, Herrengasse 51 Lage                                                                                     | 1730                                   | spätbarocke Einfirstanlage, teilweise mit Zierfachwerk, Krüppelwalmdach, bezeichnet 1730 | weitere Bilder Fotos hochladen |
| Scheitelstein                       | Oberdorf, Kirchgasse, an Nr. 2 Lage                                                                               | 1745                                   | spätbarocker Scheitelstein, bezeichnet 1745 | Fotos hochladen                |
| Hofanlage                           | Oberdorf, Kirchgasse 21 Lage                                                                                      | erste Hälfte des 18. Jahrhunderts      | stattliche Hofanlage, erste Hälfte des 18. Jahrhunderts; repräsentativer Mansardwalmdachbau | Fotos hochladen                |
| Spolien                             | Oberdorf, Kirchgasse, an Nr. 27 Lage                                                                              | ab 1585                                | Hofsturzbalken, bezeichnet 1617; am Nebengebäude gotischer Schlussstein (?); im Innern Wappenstein der Herren von Sturmfeder, bezeichnet 1585 | BW                             |
| Protestantisches Schulhaus          | Oberdorf, Laumersheimer Straße 2 Lage                                                                             | 1879                                   | ehemaliges protestantisches Schulhaus; eineinhalbgeschossiger spätklassizistischer Backsteinbau, 1879 | Fotos hochladen                |
| Hofanlage                           | Oberdorf, Laumersheimer Straße 10 Lage                                                                            | 1844                                   | Hofanlage, Mitte des 19. Jahrhunderts; zweieinhalbgeschossiger spätklassizistischer Putzbau, 1844; eineinhalbgeschossiger Wirtschaftsbau, 1845; Garten und umfriedeter Wingert | Fotos hochladen                |
| Abschnitt der Ortsbefestigung       | Oberdorf, Laumersheimer Straße, zu Nr. 21a Lage                                                                   | 1596                                   | Gartenmauer mit zwei Schlitzöffnungen, eine bezeichnet 1596, ehemals zugehörig zur Ortsbefestigung oder einem befestigten Anwesen; im Hof Sandsteinblock, bezeichnet 1701 | Fotos hochladen                |
| Hofanlage                           | Oberdorf, Marktstraße 1 Lage                                                                                      | 1817                                   | Hofanlage; spätbarocker Walmdachbau, bezeichnet 1817, teilweise mit Zierfachwerk (wohl von 1711) | Fotos hochladen                |
| St.-Michael-Apotheke                | Oberdorf, Markstraße 2 Lage                                                                                       | erstes Viertel des 18. Jahrhunderts    | spätbarocker Walmdachbau, teilweise mit Zierfachwerk, erstes Viertel des 18. Jahrhunderts | weitere Bilder Fotos hochladen |
| Madonna                             | Oberdorf, Marktstraße, in Nr. 3/5/7 Lage                                                                          | 18. Jahrhundert                        | Sandsteinstatuette, 18. Jahrhundert | BW                             |
| Sturmfedersches Schloss             | Oberdorf, Marktstraße 4 Lage                                                                                      | um 1770/80                             | neunachsiger Krüppelwalmdachbau mit flachem Anbau, wohl um 1770/80 mit älteren Teilen; aufwändige Toranlage, 1738 | weitere Bilder Fotos hochladen |
| Hofanlage                           | Oberdorf, Marktstraße 9 Lage                                                                                      | zweite Hälfte des 18. Jahrhunderts     | spätbarocke Hofanlage mit Torhausbau, zweite Hälfte des 18. Jahrhunderts | Fotos hochladen                |
| Hoftor                              | Oberdorf, Marktstraße, an Nr. 11 Lage                                                                             | spätes 17. Jahrhundert                 | Hoftor, wohl aus dem späten 17. Jahrhundert | Fotos hochladen                |
| Spolie                              | Oberdorf, Marktstraße, an Nr. 13 Lage                                                                             | 18. Jahrhundert                        | Hoftor-Schlussstein, 18. Jahrhundert | Fotos hochladen                |
| Hofanlage                           | Oberdorf, Marktstraße 15 Lage                                                                                     | erstes Viertel des 18. Jahrhunderts    | Vierseithof, erstes Viertel des 18. Jahrhunderts; spätbarocker Torhausbau, Muschelnische in Ädikula bezeichnet 1721; Kellerzugang der Scheune bezeichnet 1805 | Fotos hochladen                |
| Wohnhaus                            | Oberdorf, Marktstraße 17/19 Lage                                                                                  | Mitte des 18. Jahrhunderts             | spätbarockes Eckwohnhaus mit Mansarddach, Mitte des 18. Jahrhunderts; neubarocker Ladeneinbau | Fotos hochladen                |
| Gasthaus Drei Könige                | Oberdorf, Metzgergasse 1, Obertor 2 Lage                                                                          | erstes Drittel des 18. Jahrhunderts    | zuvor Gasthaus „Luitpold“; langgestreckter Putzbau mit aufwändiger Fassade, erstes Drittel des 18. Jahrhunderts, enthält Ziersteine des abgegangenen Schlosses Heidesheim | weitere Bilder Fotos hochladen |
| Franz Rothermels Haus               | Oberdorf, Metzgergasse 7 Lage                                                                                     |                                        | Dreiseithof, erste Hälfte des 18. Jahrhunderts; spätbarocker Walmdachbau, teilweise mit Zierfachwerk | weitere Bilder Fotos hochladen |
| Ältestes Haus                       | Oberdorf, Metzgergasse 10 Lage                                                                                    | 1596                                   | Walmdachbau, teilweise mit Fachwerk, im Kern von 1596, Hoftor bezeichnet 1619 | Fotos hochladen                |
| Kornhof                             | Oberdorf, Metzgergasse 19 Lage                                                                                    | 1836                                   | Hofanlage mit Torhaus; Wohnhaus bezeichnet 1836 | Fotos hochladen                |
| Laurentiuskirche                    | Oberdorf, Mitteltor 2 Lage                                                                                        | ab dem 13. Jahrhundert                 | Simultankirche; mittelalterlicher Turm aus dem 13. Jahrhundert, oberstes Geschoss und welsche Haube von 1904; barocker Saalbau, 1742–46, eventuell unter Beteiligung Balthasar Neumanns | weitere Bilder Fotos hochladen |
| Altes Rathaus                       | Oberdorf, Mitteltor 3 Lage                                                                                        | gegen 1721                             | repräsentativer spätbarocker Walmdachbau, gegen 1721 | weitere Bilder Fotos hochladen |
| Wohnhaus                            | Oberdorf, Mitteltor 7 Lage                                                                                        | 1818                                   | Eckwohnhaus, bezeichnet 1818; spätbarockes Fachwerkobergeschoss, Ladeneinbau von 1930 | Fotos hochladen                |
| Katholisches Pfarrhaus              | Oberdorf, Mitteltor 22 Lage                                                                                       | Anfang des 18. Jahrhunderts            | Hofanlage, Anfang des 18. Jahrhunderts; repräsentativer Krüppelwalmdachbau, bezeichnet 1707 und 1719 (Umbau) | Fotos hochladen                |
| Bahnhof                             | Außerhalb der beiden Siedlungskerne, Obersülzer Straße 2 Lage                                                     | 1890                                   | späthistoristischer Backsteinbau, Neurenaissance, 1890 | Fotos hochladen                |
| Torfahrt                            | Oberdorf, Obertor, an Nr. 1 Lage                                                                                  |                                        | spätbarocke Torfahrt | Fotos hochladen                |
| Hofanlage                           | Oberdorf, Obertor 3 Lage                                                                                          | 18. Jahrhundert                        | barocke Hofanlage; Torhausbau, zweite Hälfte des 18. Jahrhunderts, teilweise mit Fachwerkobergeschoss um 1700, Scheune mit zweischiffigem Stall, in einem Nebengebäude Volutenstein aus dem 18. Jahrhundert | Fotos hochladen                |
| Jesuitenhof                         | Oberdorf, Obertor 4 Lage                                                                                          | 16. Jahrhundert                        | Hofanlage; stattlicher Renaissance-Wohnbau mit Treppenturm, 16. Jahrhundert, teilweise ausgebaut 1921, Toranlage aus dem 18. Jahrhundert; auf dem Wingertgelände spätklassizistischer Gartenpavillon | weitere Bilder Fotos hochladen |
| Hofmauer und Tor                    | Oberdorf, Obertor, zu Nr. 5 Lage                                                                                  | ab 1600                                | verputzte Bruchsteinmauer, Rundbogentor bezeichnet 1710, Torpfeiler um 1600 | Fotos hochladen                |
| Quadtsches Schloss                  | Oberdorf, Obertor 6 Lage                                                                                          | um 1740                                | ausgedehnte Hofanlage; repräsentativer spätbarocker Mansardwalmdachbau, um 1740, gründerzeitliches Hoftor, Wirtschaftsbauten des 19. und 20. Jahrhunderts, Garten und Wingert mit Bruchsteinmauer eingefasst | weitere Bilder Fotos hochladen |
| Neidkopf                            | Oberdorf, Obertor, an Nr. 9 Lage                                                                                  | spätes 17. Jahrhundert                 | groteske Sandsteinmaske, spätes 17. Jahrhundert | Fotos hochladen                |
| Ziegelhütte                         | Oberdorf, Obertor 11 Lage                                                                                         | 1820er Jahre                           | mehrteiliger klassizistischer Bruchsteinbau, wohl aus den 1820er Jahren | Fotos hochladen                |
| Toranlage                           | Oberdorf, Paulushof, an Nr. 1 Lage                                                                                | 1850                                   | Toranlage eines Torhausbaus, bezeichnet 1850; Sandsteinpfeiler des Vorgängers, bezeichnet 1594 | Fotos hochladen                |
| Hofanlage                           | Oberdorf, Salzgasse 2 Lage                                                                                        | spätes 18. oder frühes 19. Jahrhundert | Hofanlage, spätes 18. oder frühes 19. Jahrhundert, mit Krüppelwalmdachbau | Fotos hochladen                |
| Wohnhaus                            | Niederdorf, Schloßgasse 2 Lage                                                                                    |                                        | spätbarocker Walmdachbau | Fotos hochladen                |
| Spormühle                           | Oberdorf, Spormühlenweg 12 Lage                                                                                   | 18. Jahrhundert                        | Vierseithof, 18. Jahrhundert; Torbau mit Walmdach, bezeichnet 1757, eingeschossiges spätbarockes Wohnhaus, Eindeckung und Gauben um 1900, Wirtschaftsbau und Mühlengebäude | weitere Bilder Fotos hochladen |
| Feldkreuz                           | Außerhalb, nördlich des Ortes an der L 455 nach Offstein; Flur Nördlich vom Heppenheimer Floß Lage                |                                        | Feldkreuz mit Minuskelinschrift, wohl aus dem 15. oder 16. Jahrhundert | Fotos hochladen                |
| Kilometerstein Nr. 5                | Außerhalb, westlich des Ortes an der L 453 nach Obersülzen; Flur In der Winterhalt Lage                           | um 1872                                | Sandsteinsäule, um 1872 | Fotos hochladen                |
| Wingertskreuz                       | Außerhalb, nordöstlich des Ortes an einem Wirtschaftsweg (Verlängerung der Stahlbergstraße); Flur Schirmberg Lage | 1901                                   | hohes Balkenkreuz aus rotem Sandstein mit Bronzekorpus, bezeichnet 1901; 2021 neu in Denkmalliste aufgenommen | BW                             |

### Ehemalige Kulturdenkmäler
| Bezeichnung | Lage                           | Baujahr | Beschreibung | Bild |
| ----------- | ------------------------------ | ------- | --- | ---- |
| Hofanlage   | Oberdorf, Metzgergasse 21 Lage | 1741    | spätbarocke Hofanlage, datiert 1741; Krüppelwalmdachbau mit Renaissanceportal, Stuckdecken; gewölbter Stall; aus Denkmalliste gelöscht | BW   |